# Gaël Tallec
Pas d'image ? Cliquez ici

a Compétitions nationales et continentales officielles uniquement.

b Matchs officiels uniquement.
Gaël Tallec, né le 15 août 1976 à Tonneins, est un joueur, au poste de deuxième ligne, et entraîneur de rugby à XIII et de rugby à XV français dans les années 1990 et 2000.
Formé au Tonneins XIII, il intègre le pôle France de rugby à XIII à Carcassonne. Il fait ses débuts senior avec le F.C. Lézignan à dix-sept ans. Grand espoir du rugby à XIII français, il est l'un des rares Français à s'expatrier en Angleterre et parfaire sa formation au sein de Wigan, club vedette anglais comprenant Jason Robinson, Shaun Edwards, Henry Paul, Kristian Radlinski et Andy Farrell. Durant trois années, il prend part au titre du Championnat d'Angleterre en 1995-1996 et de « Rugby League Championship » en 1997. Il rejoint ensuite les Castleford Tigers où il dispute une finale préliminaire de Super League et une demi-finale de Challenge Cup en 1999. Il ponctue son expérience anglaise avec une ultime saison aux Halifax Blue Sox en 2000. De retour en France fin 2000, il finit la saison 2000-2001 avec l'Union Treiziste Catalane, fruit de la fusion du XIII Catalan et de l'AS Saint-Estève, et remporte la Coupe de France 2001. Parallèlement, il est incontournable en équipe de France, comptant dix-sept sélections entre 1995 et 2001, et prend part à deux éditions de Coupe du monde en 1995 et 2000.
En 2001, estimant avoir fait le tour du rugby à XIII et concomitamment à la politique des instances de rugby à XV français de vouloir mettre la main sur les meilleurs espoirs de rugby à XIII, Gaël Tallec opte pour le XV et s'engage au R.C. Toulon en Championnat de France de 2e division à la suite de sa rétrogradation pour raisons financières l'année précédente. Après quatre saisons, il remporte le titre en 2005 puis effectue une ultime saison en Pro D2 au Pays d'Aix R.C.

## Biographie

### Enfance et jeunesse entre Tonneins, Carcassonne et Lézignan
Gaël Tallec découvre le rugby à XIII au sein du club de Tonneins XIII, club de Tonneins en Lot-et-Garonne, à l'âge de six-sept ans et obtient le titre de champion de France minimes en 1991. Il gravit parallèlement les différentes catégories d'âge avec succès en étant retenu en équipe de France cadet et junior, puis en intégrant la section sport-études du lycée Paul Sabatier de Carcassonne dans sa section rugby à XIII et découvre l'Angleterre par l'intermédiaire d'une tournée avec l'équipe de France cadet. A seulement dix-sept ans, le F.C. Lézignan l'intègre à son équipe cadet puis espoirs avec laquelle il devient champion de France et dispute ses premiers matchs seniors en Championnat de France. En 1995, les clubs de rugby à XV du S.U. Agen et de l'A.S. Béziers tentent de l'enrôler à l'instar d'un Philippe Sella vingt années plus tôt, mais G. Tallec décide alors de s'expatrier aux Wigan Warriors, l'une des clubs phares du rugby à XIII en Angleterre situé dans le Grand Manchester.

### 1995: départ en Angleterre

#### Dans la grande équipe de Wigan
Composition de Wigan :
Gaël Tallec arrive à Wigan à seulement dix-huit ans. Il intègre les équipes jeunes du club et parfaire son entraînement que cela soit sur le plan physique et technique pour avoir une possibilité d'être retenu en équipe première. Le club de Wigan est l'un des clubs phares anglais et comprend en son sein de nombreux joueurs de premier plan. De nombreux internationaux y sont présents dans l'effectif tels que Jason Robinson, Kris Radlinski, Va'aiga Tuigamala, Henry Paul, Martin Offiah, Shaun Edwards et Andy Farrell. Le 25 septembre 1995, Wigan accueille Oldham dans son stade de Central Park. Devant 10 416 spectateurs, Wigan s'impose sur le score de 42-12. G. Tallec, remplaçant, fait ses débuts dans le Championnat anglais en étant convoqué par son entraîneur Graeme West et y marque également son premier essai. Dans l'ultime saison raccourcie de Championnat d'Angleterre avant la mise en place de la Super League, Wigan remporte le titre avec G. Tallec au sein de son effectif qui ne dispute qu'une seule rencontre cette saison-là. Il découvre lors de cette première année anglaise les exigences du sport de haut niveau que sont la rigueur et la discipline où Wigan est y cité comme un exemple avec des jeunes qui poussent à la concurrence les titulaires. G. Tallec y devient plus pro avec une hygiène de vie plus stricte et s'adonnant à de nombreuses séances musculaires.
Composition de Wigan :
Devant une foule de 33 389 spectateurs au stade d'Old Trafford de Manchester, Gaël Tallec dispute la finale de la « Rugby League Premiership  ». Cette compétition d'après-Super League ne donne pas la qualificatif de Champion que seul donne la première place au classement de la saison régulière cette saison-là obtenu par Bradford. Il prend part au quart-de-finale victorieux contre Leeds 38-22 et à la demi-finale victorieuse contre Sheffield 22-10. En finale, Wigan domine le club de St. Helens 33-20 pour conserver ce titre acquis en 1996.

### Participation à la Coupe du monde 2000
Composition de l'équipe de France :

### Changement de code pour rejoindre le RC Toulon
En 2001, le rugby à XV français dans l'ensemble décide d'acquérir les jeunes treizistes présents en équipe de France, ainsi Gaël Tallec signe à Toulon, Yacine Dekkiche signe la Rochelle, Jean-Emmanuel Cassin à Biarritz et le capitaine Frédéric Banquet à Castres.
Lors de sa quatrième saison au sein de l'effectif du R.C. Toulon, Gaël Tallec prend part au titre de Championnat de 2e division dite "Pro D2" en 2004-2005. En lutte pour le titre avec l'U.S. Montauban, le R.C. Toulon remporte le Championnat lors de la dernière rencontre à domicile face à Tarbes sur le score de 30-16 auquel prend part G. Tallec.
Il quitte alors le R.C. Toulon et effectue une ultime saison en Pro D2 lors de la saison 2005-2006 au sein du Pays d'Aix R.C.

### Après carrière
Il prend sa retraite sportive à trente ans. En 2011, il prend part à la création du Toulon XIII et y devient leur premier entraîneur. En 2018, il est nommé entraîner du R.C. Carpentras où il y exerce une année.

## Palmarès

### Rugby en XIII
- Collectif :
  - Vainqueur du Championnat d'Angleterre : 1996 (Wigan).
  - Vainqueur de la « Rugby League Championship » : 1997 (Wigan).
  - Vainqueur de la Coupe de France : 2001 (Union Treiziste Catalane).

#### Coupe du monde
| Édition          | Rang            | Résultats France | Résultats Tallec | Matchs Tallec |
| ---------------- | --------------- | ---------------- | ---------------- | ------------- |
| Royaume-Uni 1995 | 1er tour        | 0 v, 0 n, 2 d    | 0 v, 0 n, 1 d    | 1/2           |
| Australie 2000   | Quart-de-finale | 2 v, 0 n, 2 d    | 2 v, 0 n, 2 d    | 4/4           |

Légende : v = victoire ; n = match nul ; d = défaite.

#### Coupe d'Europe des nations
| Édition | Rang      | Résultats France | Résultats Tallec | Matchs Tallec |
| ------- | --------- | ---------------- | ---------------- | ------------- |
| 1996    | Troisième | 0 v 0 n 2 d      | 0 v 0 n 1 d      | 1/2           |

#### Détails en sélection
| Matchs internationaux de Gaël Tallec | Matchs internationaux de Gaël Tallec | Matchs internationaux de Gaël Tallec | Matchs internationaux de Gaël Tallec | Matchs internationaux de Gaël Tallec | Matchs internationaux de Gaël Tallec | Matchs internationaux de Gaël Tallec | Matchs internationaux de Gaël Tallec | Matchs internationaux de Gaël Tallec | Matchs internationaux de Gaël Tallec | Matchs internationaux de Gaël Tallec | Matchs internationaux de Gaël Tallec |
|                                      | Date                                 | Adversaire                           | Résultat                             | Compétition                          | Poste                                | Points                               | Essais                               | Pen.                                 | Drops                                |                                      |                                      |
| ------------------------------------ | ------------------------------------ | ------------------------------------ | ------------------------------------ | ------------------------------------ | ------------------------------------ | ------------------------------------ | ------------------------------------ | ------------------------------------ | ------------------------------------ | ------------------------------------ | ------------------------------------ |
| sous les couleurs de la France       |                                      |                                      |                                      |                                      |                                      |                                      |                                      |                                      |                                      |                                      |                                      |
| 1.                                   | 9 juin 1995                          | Nouvelle-Zélande                     | 6-22                                 | Test-match                           | Remplaçant                           | -                                    | -                                    | -                                    | -                                    |                                      |                                      |
| 2.                                   | 16 juin 1995                         | Nouvelle-Zélande                     | 16-16                                | Test-match                           | Remplaçant                           | -                                    | -                                    | -                                    | -                                    |                                      |                                      |
| 3.                                   | 18 juin 1995                         | Canada                               | 72-34                                | Test-match                           | Deuxième ligne                       | -                                    | -                                    | -                                    | -                                    |                                      |                                      |
| 4.                                   | 9 octobre 1995                       | Pays de Galles                       | 6-28                                 | Coupe du monde                       | Deuxième ligne                       | -                                    | -                                    | -                                    | -                                    |                                      |                                      |
| 5.                                   | 5 juin 1996                          | Pays de Galles                       | 14-34                                | Coupe d'Europe                       | Deuxième ligne                       | 4                                    | 1                                    | -                                    | -                                    |                                      |                                      |
| 6.                                   | 13 mai 1997                          | Irlande                              | 30-30                                | Test-match                           | Deuxième ligne                       | 4                                    | 1                                    | -                                    | -                                    |                                      |                                      |
| 7.                                   | 9 juillet 1997                       | Écosse                               | 22-20                                | Coupe d'Europe                       | Deuxième ligne                       | -                                    | -                                    | -                                    | -                                    |                                      |                                      |
| 8.                                   | 4 novembre 1997                      | Irlande                              | 24-22                                | Test-match                           | Deuxième ligne                       | -                                    | -                                    | -                                    | -                                    |                                      |                                      |
| 9.                                   | 13 octobre 1999                      | Angleterre                           | 20-28                                | Test-match                           | Deuxième ligne                       | 4                                    | 1                                    | -                                    | -                                    |                                      |                                      |
| 10.                                  | 23 octobre 1999                      | Angleterre                           | 20-50                                | Test-match                           | Deuxième ligne                       | -                                    | -                                    | -                                    | -                                    |                                      |                                      |
| 11.                                  | 28 octobre 2000                      | Papouasie-Nlle-Guinée                | 20-23                                | Coupe du monde                       | Deuxième ligne                       | -                                    | -                                    | -                                    | -                                    |                                      |                                      |
| 12.                                  | 1er novembre 2000                    | Tonga                                | 28-8                                 | Coupe du monde                       | Deuxième ligne                       | -                                    | -                                    | -                                    | -                                    |                                      |                                      |
| 13.                                  | 5 novembre 2000                      | Afrique du Sud                       | 56-6                                 | Coupe du monde                       | Deuxième ligne                       | 4                                    | 1                                    | -                                    | -                                    |                                      |                                      |
| 14.                                  | 12 novembre 2000                     | Nouvelle-Zélande                     | 6-54                                 | Coupe du monde                       | Deuxième ligne                       | -                                    | -                                    | -                                    | -                                    |                                      |                                      |
| 15.                                  | 10 juin 2001                         | Nouvelle-Zélande                     | 0-36                                 | Test-match                           | Deuxième ligne                       | -                                    | -                                    | -                                    | -                                    |                                      |                                      |
| 16.                                  | 17 juin 2001                         | Papouasie-Nlle-Guinée                | 27-16                                | Test-match                           | Deuxième ligne                       | -                                    | -                                    | -                                    | -                                    |                                      |                                      |
| 17.                                  | 20 juin 2001                         | Papouasie-Nlle-Guinée                | 24-34                                | Test-match                           | Deuxième ligne                       | -                                    | -                                    | -                                    | -                                    |                                      |                                      |

#### Statistiques en club
| Saison    | Saison                   | Championnat              | Championnat  | Coupe              | Coupe       | Sélection | Sélection | Sélection | Sélection | Sélection | Sélection | Sélection |
| Saison    | Saison                   | Comp.                    | Class.       | Comp.              | Class.      | Comp.     | M         | Pts       | Ess.      | Buts      | Dp.       |           |
| --------- | ------------------------ | ------------------------ | ------------ | ------------------ | ----------- | --------- | --------- | --------- | --------- | --------- | --------- | --------- |
| 1993-1994 | FC Lézignan              | Championnat de France    | 8e           | Coupe de France    | 1/4 finale  |           |           |           |           |           |           |           |
| 1994-1995 | FC Lézignan              | Championnat de France    | 9e           | Coupe de France    | 1/8 finale  |           |           |           |           |           |           |           |
| 1995-1996 | Wigan                    | Championnat d'Angleterre | Champion     | Coupe d'Angleterre | -           |           |           |           |           |           |           |           |
| 1996      | Wigan                    | Super League             | 2e           | Coupe d'Angleterre | 1/8 finale  |           |           |           |           |           |           |           |
| 1997      | Wigan                    | Super League             | 4e           | Coupe d'Angleterre | 1/16 finale |           |           |           |           |           |           |           |
| 1998      | Castleford               | Super League             | 6e           | Coupe d'Angleterre | 1/4 finale  |           |           |           |           |           |           |           |
| 1999      | Castleford               | Super League             | Finale prél. | Coupe d'Angleterre | 1/2 finale  |           |           |           |           |           |           |           |
| 2000      | Halifax                  | Super League             | 8e           | Coupe d'Angleterre | 1/4 finale  |           |           |           |           |           |           |           |
| 2000-2001 | Union Treiziste Catalane | Championnat de France    | 1/2 finale   | Coupe de France    | Vainqueur   |           |           |           |           |           |           |           |

### Rugby à XV
- Collectif : 
  - Vainqueur du Championnat de France de 2e division : 2005 (Toulon).

#### Statistiques en club
| Saison    | Saison        | Championnat                          | Championnat |
| Saison    | Saison        | Comp.                                | Class.      |
| --------- | ------------- | ------------------------------------ | ----------- |
| 2001-2002 | RC Toulon     | Championnat de France de 2e division | 6e          |
| 2002-2003 | RC Toulon     | Championnat de France de 2e division | 10e         |
| 2003-2004 | RC Toulon     | Championnat de France de 2e division | 8e          |
| 2004-2005 | RC Toulon     | Championnat de France de 2e division | Champion    |
| 2005-2006 | Pays d'Aix RC | Championnat de France de 2e division | 14e         |